# Эгилона
Эгилона (?—718) — жена последнего короля вестготов Родериха в начале VIII века во время мусульманского вторжения на Пиренейский полуостров.
Вероятно, Эгилона была родственницей графа Касио. Предполагается, что когда герцог Бетики Родерих вступил на королевский трон, он пытался создавать стратегические альянсы, которые позволили бы ему остаться у власти. Самым естественным шагом было заключить союз с вестготскими графами, управлявшими Сарагосой и доминировавшими на северо-востоке Испании, для чего вступить в брак с представительницей этого рода. Выбор пал на девушку по имени Эгилона, которая принадлежала к этой семье и, возможно, была одной из родных или двоюродных сестёр графа Касио. Стремление к установлению семейных уз с Касио (Бану Каси, как его называли в арабских документах) снова проявляется спустя несколько лет, когда Асима (или Аиша), дочь Эгилоны и Абд аль-Азиза, родившаяся между 713 и 717 годами, выходит замуж за своего кузена (или близкого родственника) Фортуна ибн Каси, сына графа Касио, который также перешёл в ислам.
Эгилона с детства росла при королевском дворе в Толедо и была подругой и участницей детских игр Пелайо, будущего короля Астурии. С возрастом детская привязанность переросла в более близкие отношения, но до брака дело не дошло, потому что Пелайо пришлось бежать из Толедо, после того как его отец Фавила был убит Витицей.
Когда Родерих погиб в битве при Гвадалете, Эгилона оказалась в плену у арабского военачальника Абд аль-Азиз ибн Мусы, сына Мусы ибн Нусайра, первого правителя мавританской части Пиренейском полуострове. Согласно омейядской традиции, победитель должен был жениться на овдовевшей женщине, что и произошло в 717 году. Возможно, свою роль сыграло желание Мусы породниться с родом свергнутых вестготских королей и, таким образом, придать легальность собственным монархическим амбициям.
Некоторые историки утверждают, что, выйдя замуж, Эгилона приняла ислам и сменила имя на Умм-Асим, то есть «мать Асимы». Под этим именем она фигурирует в арабских текстах, например, в хронике «Фатх-аль-Андалус» («Завоевание Аль-Андалуса») анонимного автора. Принятие этого имени, которое часто давали в семьях потомков Умара ибн аль-Хаттаба, видимо, имело целью подтвердить, что Абд аль-Азиз является одним из потомков второго халифа. Однако христианские источники утверждают, что Эгилона, вступив в новый брак, не покинула католическую веру. Согласно летописи Pacense, Эгилона имела сильное влияние на своего мужа. Абд аль-Азиз часто исполнял её просьбы о помиловании захваченных христиан. Это тревожило мусульман, и они не исключали, что, в конечном итоге, Абд-аль-Азиз сам может обратиться в христианство. Поэтому халиф Дамаска Сулейман ибн Абд аль-Малик послал в Севилью команду из пяти человек с целью убийства вали Аль-Андалуса.
По другой версии, Абд аль-Азиз был вызван в Дамаск, обвинён в попытке основать собственную монархию и казнён.